# El S.O.E.
El S.O.E. es una historieta serializada en 1992 del dibujante de cómics español Francisco Ibáñez perteneciente a la serie Mortadelo y Filemón.

## Sinopsis
El ministro ha denunciado que hay fondos que desaparecen del S.O.E (Seguro Obligatorio de Enfermedad) y ha pedido a la T.I.A. que resuelva el asunto. El Súper encargará a Mortadelo y Filemón que investiguen.